# Talibowie
Talibowie, Taliban (paszto ‏طالبان‎ Taliban z arab. ‏طالب‎, ṭālib – „student, uczeń”), określający się mianem Islamskiego Emiratu Afganistanu (IEA) – fundamentalistyczne ugrupowanie islamistyczne (sunnickie), powstałe we wrześniu 1994 w Kandaharze w Afganistanie.

## Początki
Zalążkiem ruchu była grupa ok. 30 studentów medresy (szkoły koranicznej) w Kandaharze, skupiona wokół mułły Mohammada Omara.
Grupa ta w połowie lat 90. była jedną z wielu nieformalnych organizacji planujących zbrojne przejęcie władzy w kraju i wprowadzenie nowego ustroju, opartego na prawie koranicznym.
Stopniowo popularność talibów rosła; do ruchu przyłączały się kolejne osoby. Wynikło to zarówno z powszechnego rozczarowania postkomunistyczną rzeczywistością Afganistanu i zniechęceniem do rządu prezydenta Burhanuddina Rabbaniego, który nie potrafił rozwiązać problemów kraju, jak też z osobowości i zdolności organizacyjnych mułły Omara.
Uważa się, że do popularyzacji ruchu przyczyniły się też pakistańskie służby specjalne ISI, które w sposób niejawny popierały talibów, pragnąc zyskać wpływ na sytuację w Afganistanie.
Nie bez znaczenia były również nastroje społeczne, bowiem po upadku rządów komunistycznych nastąpił okres brutalnej wojny domowej, w której poszczególne frakcje mudżahedinów ścierały się ze sobą o wpływy w państwie. W licznych starciach, m.in. na terenie Kabulu, ofiarami bardzo często byli niewinni cywile, niszczone były całe dzielnice z cywilnymi budynkami mieszkalnymi, a i dochodziło również do brutalnych gwałtów na kobietach. Ludność Afganistanu była coraz bardziej przerażona i zmęczona nieustannie ciągnącymi się walkami, w których nie wyłaniał się żaden zwycięzca. Wówczas nowa siła – talibowie – była nadzieją dla ludności, że zostanie zaprowadzony w kraju pokój i wewnętrzne walki zostaną zatrzymane. Konserwatywne społeczeństwo Afganistanu z nadzieją patrzyło więc na nowy odłam, który wedle ich oczekiwań miał przynieść pokój krajowi pod sztandarami prawa opartego na Koranie.
Talibowie charakteryzowali się noszeniem czarnych turbanów (dlatego tak też niekiedy ich określano) i białej odzieży.

## Przejęcie władzy w Afganistanie

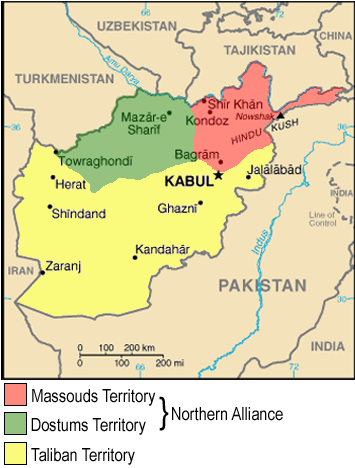
Mapa Afganistanu; terytorium Afganistanu pod kontrolą talibów w 1996 roku zaznaczono kolorem żółtym.

By osiągnąć cel, jakim było przejęcie władzy, talibowie zaangażowali się w trwającą w kraju wojnę domową. Za sprawą konfliktu w szeregach rządzącego krajem Sojuszu Północnego, który znalazł ujście m.in. w walkach o Kabul pomiędzy wojskami prezydenta Rabbaniego i premiera Gulbuddina Hekmatjara, talibowie szybko stali się znaczącą siłą. W listopadzie 1994 zajęli Kandahar, w marcu 1995 kontrolowali już 12 z 34 prowincji Afganistanu, tj. ok. 1/3 obszaru kraju. Ich siły liczyły wówczas ok. 25 tys. bojowników.
Rabbani i Hekmatjar porozumieli się w styczniu 1996, ale nie zatrzymało to postępów talibów, którzy 27 września 1996 (kontrolując już 2/3 obszaru kraju) zdobyli Kabul i ogłosili powstanie Islamskiego Emiratu Afganistanu. Głową państwa został mułła Omar, który przyjął tytuł wodza wiernych (arab. amir al-mu’minin), zaś funkcję premiera objął Mohammad Rabbani. Rząd talibów uznały tylko Pakistan, Arabia Saudyjska, Zjednoczone Emiraty Arabskie i separatystyczne władze Czeczenii. Reszta świata (w tym ONZ) za legalne władze uznawała wygnanego z kraju prezydenta Burhanuddina Rabbaniego i jego rząd.
W ciągu następnych kilkunastu miesięcy talibowie przejęli kontrolę nad północną częścią kraju, zamieszkaną przez Uzbeków i u szczytu potęgi kontrolowali ok. 90% terytorium Afganistanu, dysponując ok. 110 tys. uzbrojonych bojowników. Obszarem, nad którym nie zdołali przejąć kontroli, była północno-wschodnia część państwa, zamieszkana głównie przez Tadżyków, a ich jedynym liczącym się przeciwnikiem był już tylko dowódca wojsk Sojuszu Północnego, Ahmad Szah Masud.

## Rządy talibów

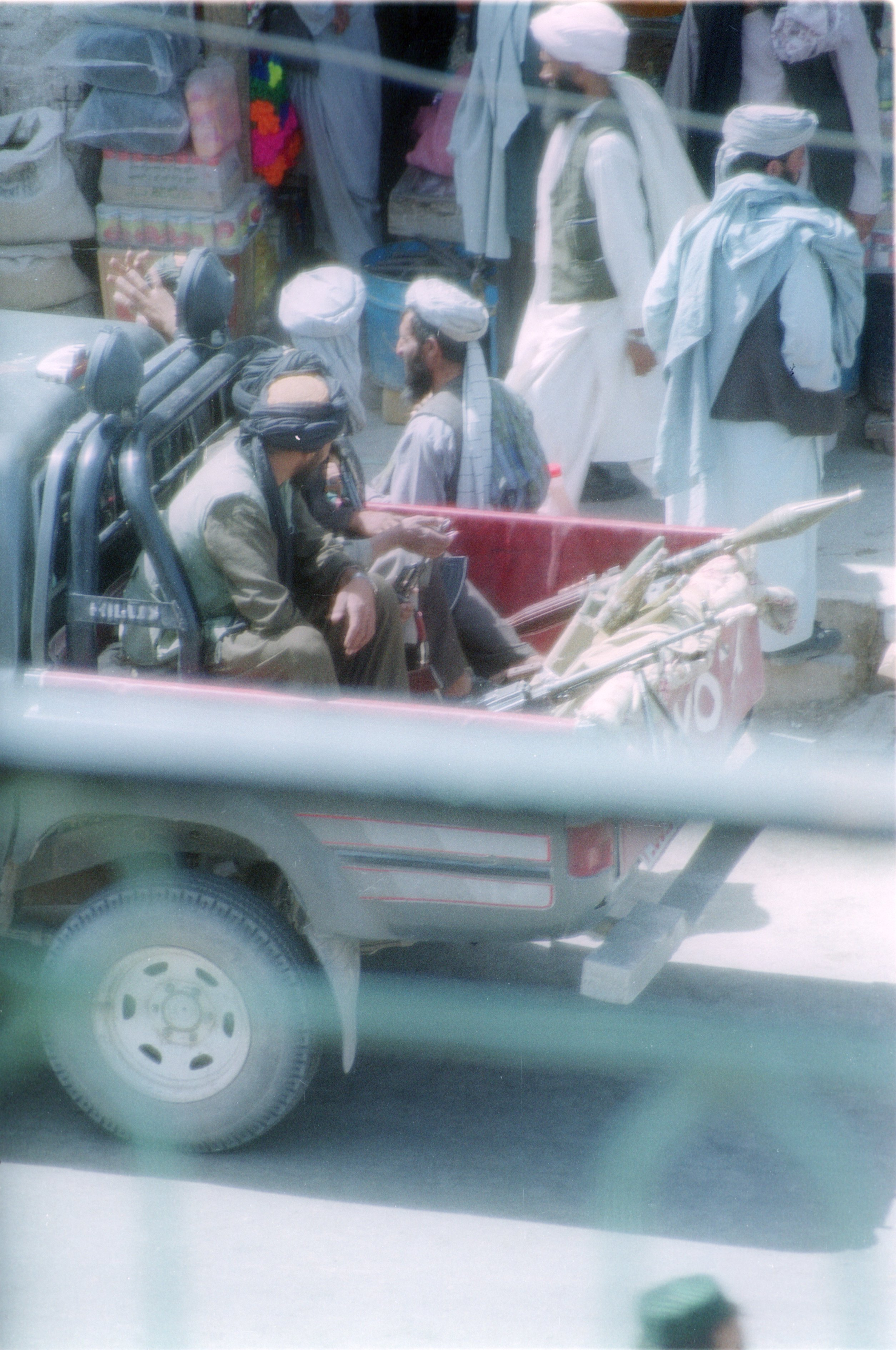
Talibowie w Heracie

Na kontrolowanych przez siebie terenach talibowie wprowadzili surowe prawo, oparte na najbardziej rygorystycznych interpretacjach szariatu. Kobiety nie mogły uczyć się ani pracować i były zobowiązane do noszenia burki. Mężczyznom talibowie mierzyli brody, by sprawdzić, czy mają one taką samą długość, jak broda proroka Mahometa. Zakazane było m.in. oglądanie telewizji, słuchanie muzyki i korzystanie z Internetu, a także prognozowanie pogody, uznawane przez talibów za formę czarnej magii. Zabroniono też praktykowania wielu innych przejawów aktywności, niepotępianych przez Koran (m.in. uprawiania niektórych dyscyplin sportu); przywódcy ruchu uznali bowiem, że jakkolwiek czyny te same w sobie nie stanowią grzechu, to odciągają one społeczeństwo od salatu i Allaha.

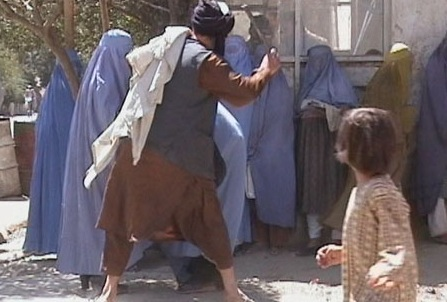
Talibska policja religijna bije publicznie kobiety w Kabulu, 26 sierpnia 2001

Talibowie prześladowali też mniejszości religijne, zwłaszcza szyitów, a także nielicznych żyjących w Afganistanie chrześcijan i wyznawców hinduizmu.
8 marca 2001 talibowie, uznawszy iż przedstawianie postaci ludzkich jest sprzeczne z Koranem, zniszczyli dwa gigantyczne starożytne posągi Buddy w Bamianie. Podobny los spotkał wiele mniejszych zabytków. Akt ten został potępiony przez wiele państw muzułmańskich i ONZ.
Jednocześnie na kontrolowanych przez siebie obszarach talibowie zwalczyli chaos związany z ciągłymi sporami i walkami pomiędzy konkurującymi ze sobą frakcjami mudżahedinów, a surowe egzekwowanie prawa szariatu doprowadziło do znaczącego zmniejszenia stopnia przestępczości pospolitej i wyraźnej poprawy stanu bezpieczeństwa.
Pod rządami talibów Afganistan pozostawał jednym z największych producentów narkotyków na świecie. Mimo iż produkcja opium była oficjalnie zakazana, de facto była ona głównym źródłem finansowania rządów talibów. Trwające do 2021 działania wojenne nie przyczyniły się do zmniejszenia produkcji opium. Od 2002 odnotowuje się szybki wzrost areału przeznaczonego pod uprawy maku. W 2007 osiągnął on rekordową powierzchnię 193 000 ha.

## Związki z międzynarodowym terroryzmem
W 1996 r. do Afganistanu przybył, poszukiwany przez Stany Zjednoczone w związku z oskarżeniami o terroryzm, przywódca Al-Ka’idy Usama ibn Ladin, a talibowie, z którymi łączył go radykalizm poglądów, udzielili mu gościny. Już w 1998 r. USA zażądały od talibów wydania ibn Ladina za zamachy w Kenii i Tanzanii. Talibowie odmówili, toteż w sierpniu 1998 na jeden z obozów należących do organizacji bin Ladena spadły amerykańskie pociski typu Tomahawk. W listopadzie 1999 ONZ nałożyła na Afganistan sankcje gospodarcze, również żądając wydania ibn Ladina. Sankcje wzmocniono w styczniu 2001 (m.in. zakazem sprzedaży broni do Afganistanu).

## Obalenie talibów

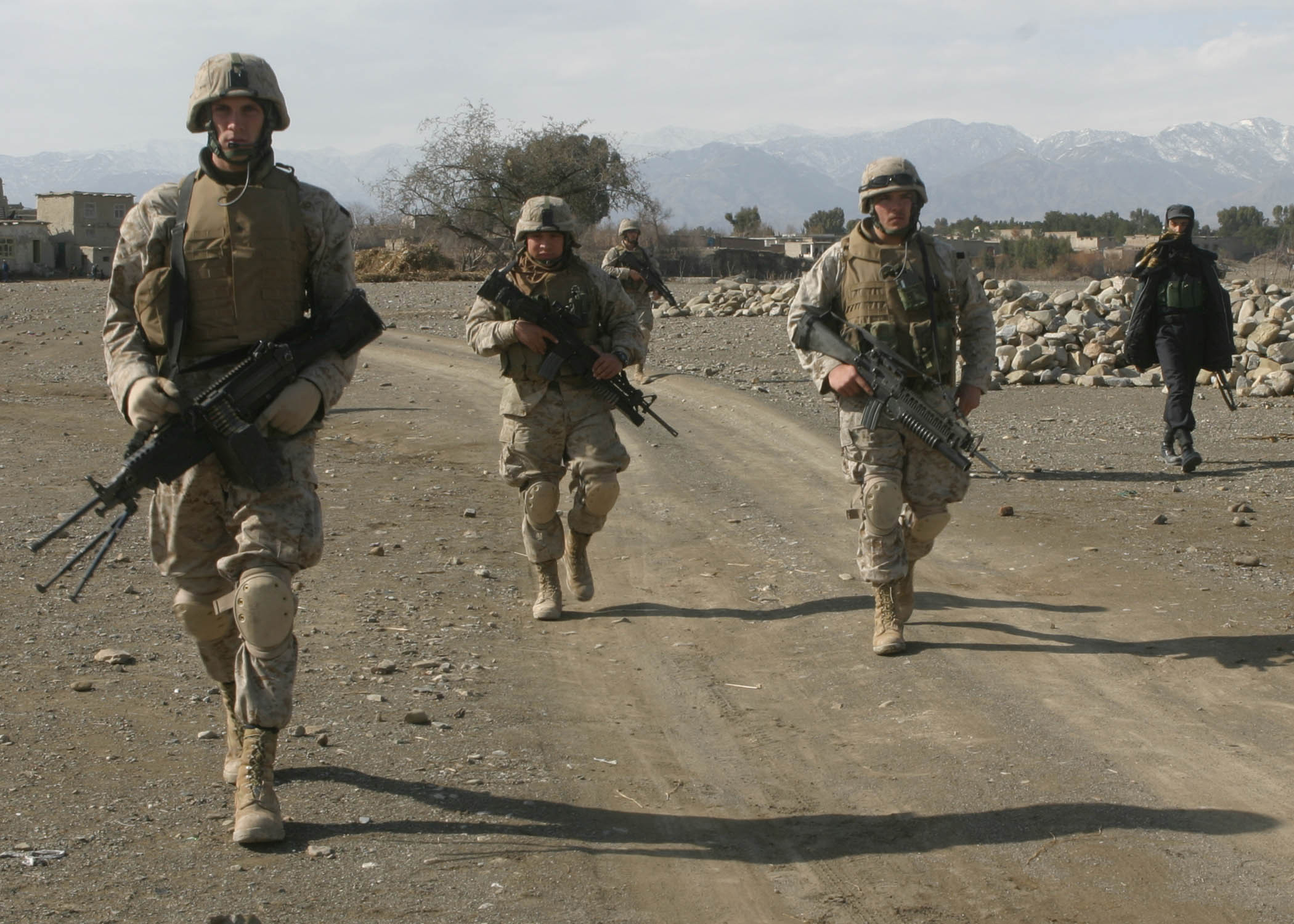
Amerykański patrol w Afganistanie

9 września 2001 Ahmad Szah Masud zginął w zamachu dokonanym przez dwóch Tunezyjczyków udających algierskich dziennikarzy. Dwa dni później zamachowcy-samobójcy dokonali ataku na cele w Stanach Zjednoczonych – budynki World Trade Center w Nowym Jorku i Pentagon w Waszyngtonie. USA prawie natychmiast zażądały od talibów wydania Usamy ibn Ladina, którego uznali za organizatora zamachów. Ci odrzucili amerykańskie żądania, więc 7 października wojska USA rozpoczęły ataki (głównie lotnicze) na ich siedziby. Korzystając z hojnej amerykańskiej i rosyjskiej pomocy, Sojusz Północny ruszył na talibów. Wielu lokalnych dowódców (w tym także Pasztuni) szybko przeszło na stronę USA, zaś siły talibów poszły w rozsypkę. 13 listopada siły sojusznicze zdobyły Kabul, co oznaczało upadek rządu talibów. Kilka tysięcy amerykańskich żołnierzy rozpoczęło polowanie na ibn Ladina i mułłę Omara, jednak obaj zdołali uciec. Do stycznia 2002 siły talibów i Al-Ka’idy zostały całkowicie rozbite.

## Walka partyzancka
Pomimo rozbicia sił talibów, część bojowników tej organizacji przeczekała amerykański atak i, korzystając z warunków terenowych kraju, ukryła się w górach, skąd rozpoczęła walkę partyzancką z afgańskim rządem i oddziałami międzynarodowymi stacjonującymi w Afganistanie. W walce tej odnosili pewne sukcesy, m.in. 6 lipca 2002 zamachowcy zastrzelili w Kabulu wiceprezydenta kraju Hadżiego Abdula Kadira. Od wiosny 2003 nasilały się ataki na wojska międzynarodowe, siły wierne władzom w Kabulu oraz organizacje humanitarne, które musiały zrezygnować z działalności w zdominowanej przez Pasztunów południowo-zachodniej części kraju. Ówcześnie talibowie działali głównie na prowincji, gdzie często kontrolowali duże obszary. Na terenach działania poza walką zbrojną z rządem prowadzili też akcje przeciw wprowadzanym przez władze centralne reformom, które uznawali za sprzeczne z zasadami islamu, np. zabijali nauczycieli uczących w szkołach dla dziewcząt. W 2008 r. liczebność talibów była szacowana na ok. 7–11 tys. uzbrojonych bojowników i bliżej nieokreśloną liczbę ich sympatyków, dostarczających zaopatrzenie i informacje.
Pod naporem sił ISAF wielu talibów przeniosło się do Pakistanu i podjęło walkę z tamtejszymi władzami. W marcu 2009 rząd Pakistanu zezwolił talibom na sprawowanie władzy sądowniczej w dolinie Swat (północny Pakistan).
Mohammad Omar zmarł w 2013, nowym przywódcą talibów został Achtar Mansur, który z kolei zginął w 2016 w ataku amerykańskiego drona. Mansura zastąpił Hibatullah Achundzada.

## Wycofanie się wojsk Stanów Zjednoczonych z Afganistanu i umocnienie się władzy talibów

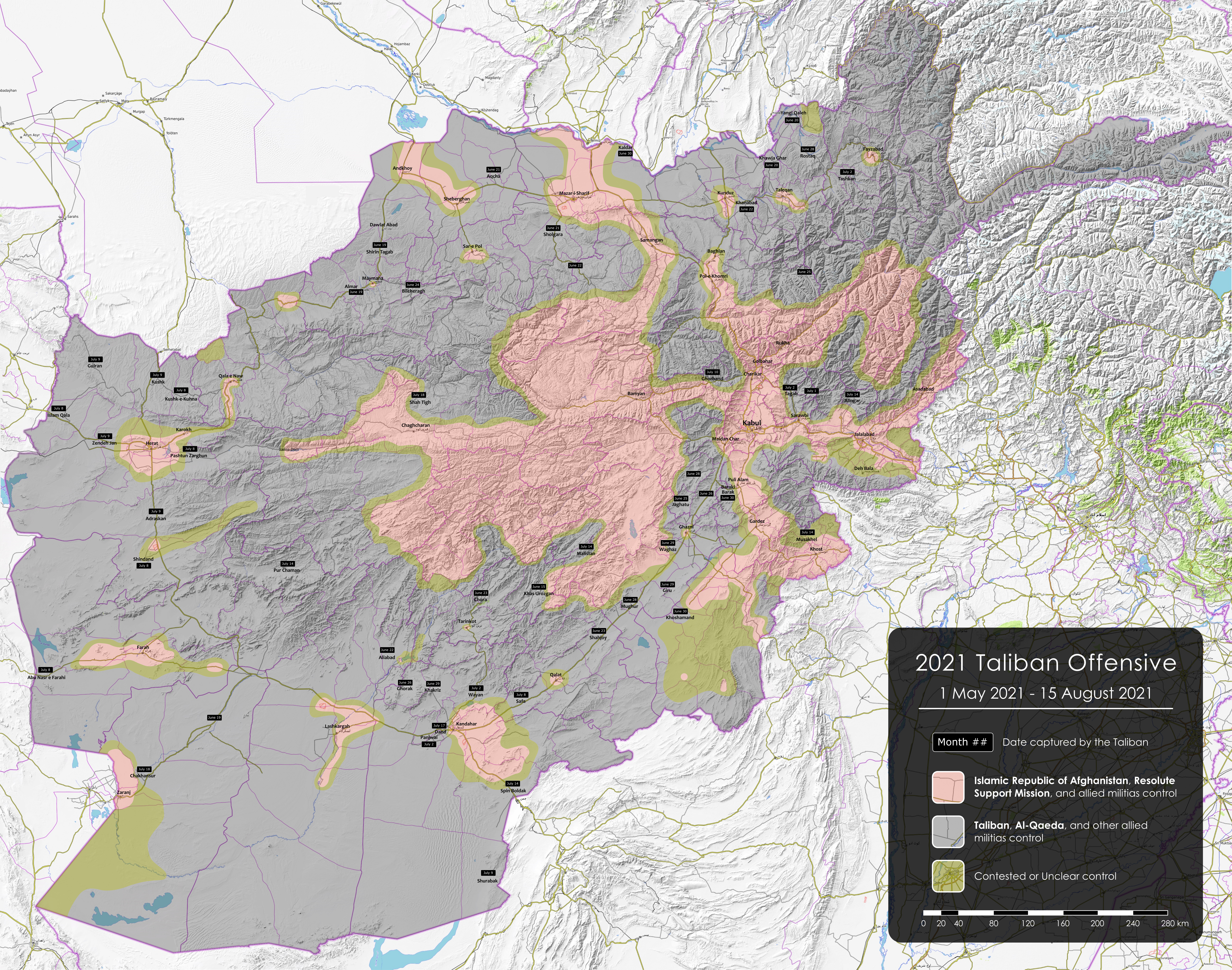
Mapa prowadzonej przez talibów ofensywy w Afganistanie w 2021 r. po ogłoszeniu wycofania się Stanów Zjednoczonych

Na mocy porozumienia prezydenta Stanów Zjednoczonych Donalda Trumpa i talibów zawartego 29 lutego 2020 Siły Zbrojne Stanów Zjednoczonych miały wycofać się do 31 sierpnia 2021. Prezydent USA Joe Biden przełożył datę wycofania wojsk do 11 września 2021.
Równocześnie szybko umacniała się władza talibów. Na początku sierpnia 2021 talibowie posiadali ponad 200 z 407 dystryktów (powiatów) w Afganistanie i prowadzili walkę w 110 kolejnych. 15 sierpnia przejęli Kabul i kontrolowali większą część kraju. Po 9 dniach ofensywy Islamski Emirat Afganistanu zdobył kontrolę nad około 95% terytorium Afganistanu. Pozostałe terytoria (mniej niż 5%) kontrolują uznawane na arenie międzynarodowej władze. Ostatnią prowincją, gdzie siły rządowe stawiają opór wobec talibów jest Pandższir.